# Казанова-Лонати
Казанова-Лонати (итал. Casanova Lonati) — коммуна в Италии, располагается в регионе Ломбардия, в провинции Павия.
Население составляет 427 человек (2008 г.), плотность населения составляет 107 чел./км². Занимает площадь 5 км². Почтовый индекс — 27041. Телефонный код — 0385.
Покровительницей коммуны почитается Пресвятая Богородица.

## Демография
Динамика населения:

## Администрация коммуны
- Официальный сайт: http://www.comune.casanovalonati.pv.it/